# Trichoderma
Триходерма (Trichoderma) — рід грибів родини Hypocreaceae. Назва вперше опублікована 1794 року.

## Практичне використання
Ці ґрунтові гриби використовуються в якості біологічних заходів боротьби зі збудниками хвороб сільськогосподарських рослин. Наприклад, ґрунтовий гриб триходерма деревна (Trichoderma lignorum) успішно використовується проти фітопатогенів гриба вертіцілл даліе (Verticillium dahliae) - збудника зав'ядання бавовнику та інших рослин.
Для боротьби з ґрунтовими патогенами рослин створено препарат триходермін, що складається із спор і міцелію гриба триходерма і субстрату, на якому гриб вирощувався (найчастіше торфу).
Також гриби цього роду використовують як деструктор рослинних решток — препарат, який сприяє пришвидшенню розкладання рослинних решток у ґрунті.

## Галерея

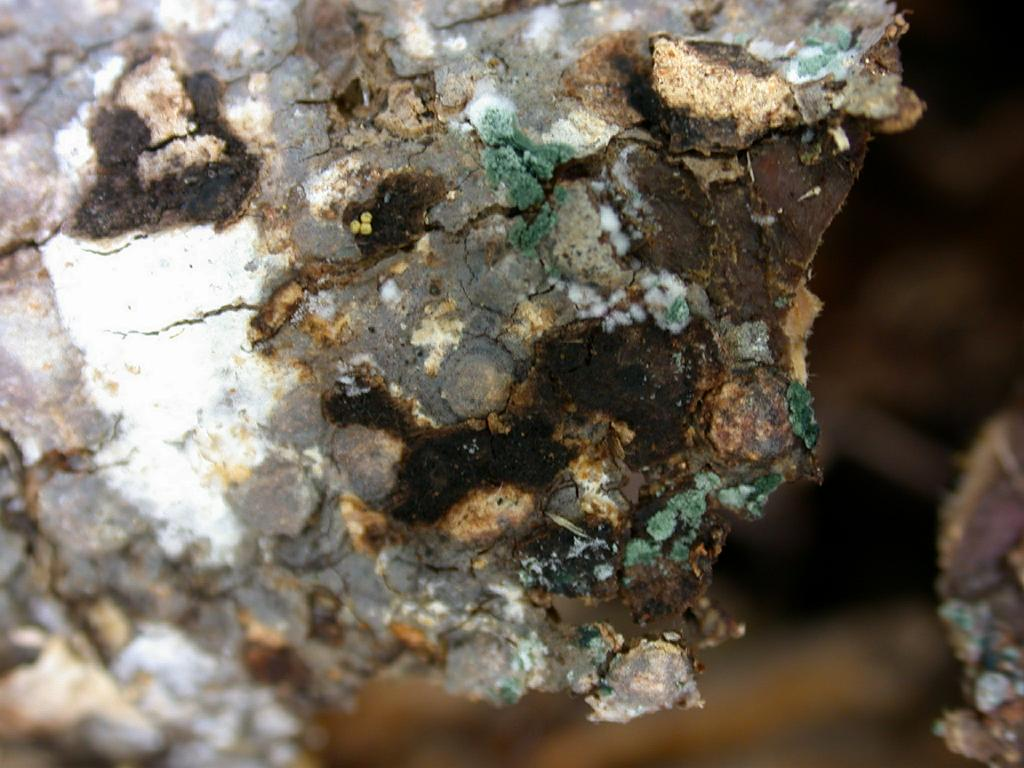
Колонія триходерми в природі
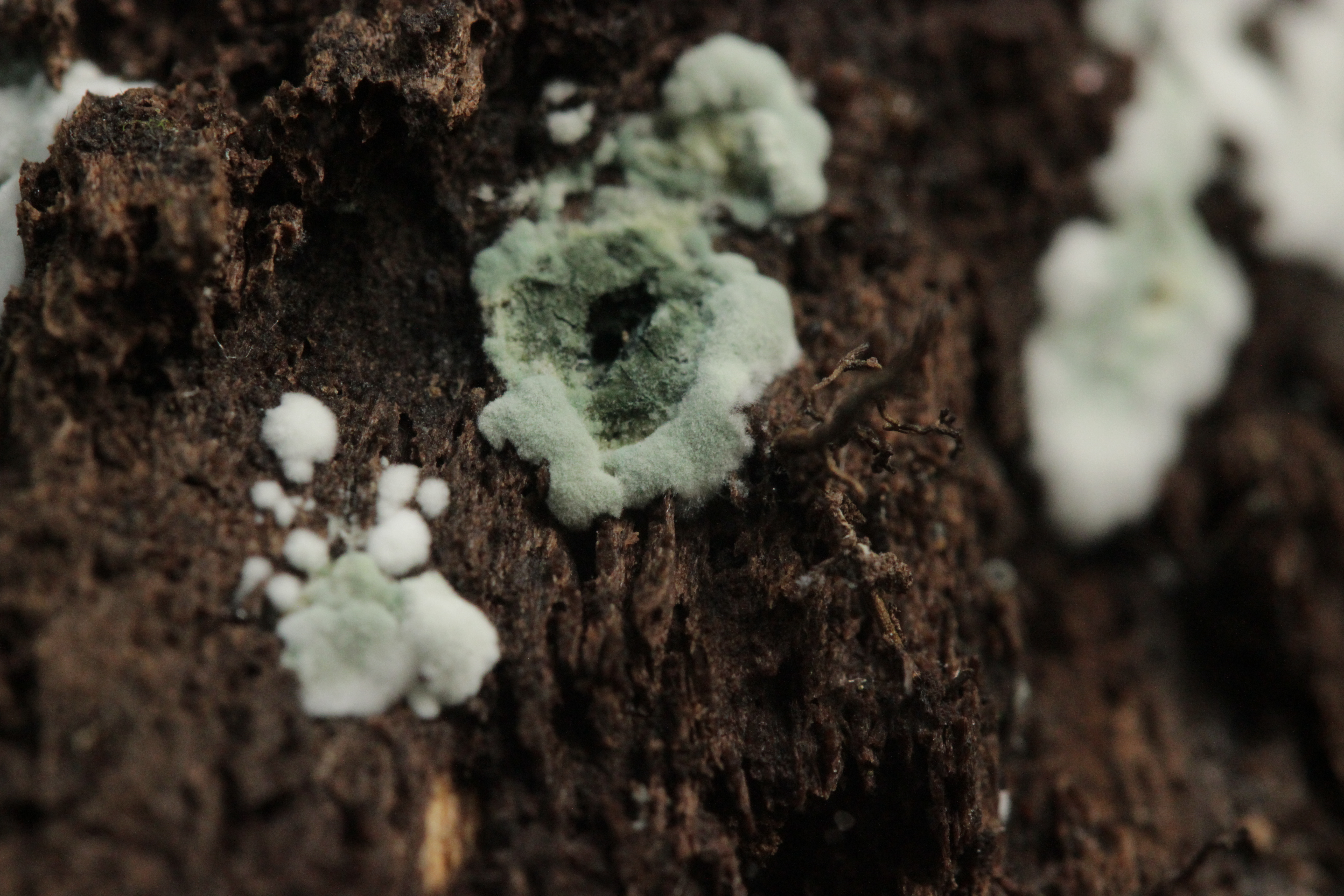